# Европски пут Е80
Европски пут E80 је европски међународни пут класе А, који спаја западну обалу Европе (Лисабон, Португалија) и крајњи исток Турске, из које се наставља даље у Иран и један је од европских међународних путева који пролазе кроз Србију.
Земље и градови кроз које пролази су:
- Португалија: Лисабон – Сантарем – Леириа – Коимбра – Авеиро – Висеу – Гарда – Вилар Формозо
- Шпанија: Саламанка – Бургос – Сан Себастијан – Пау
- Француска: Пау – Тулуз – Нарбон – Ним – Е-ан-Прованс – Ница
- Италија: Вентимиља – Савона – Ђенова – Ла Специа – Миљиарино – Ливорно – Гросето – Рим – Пескара

трајект
- Хрватска: Дубровник – Цавтат
- Црна Гора: Петровац – Подгорица – Бијело Поље
- Србија: Нови Пазар – Косовска Митровица – Приштина – Ниш – Димитровград
- Бугарска: Софија – Пловдив – Свиленград
- Турска: Једрене – Бабаески – Силиври – Истанбул – Измир – Адапазар – Болу – Гереде – Илгаз – Амасја – Никсар – Рефахије – Ерзинкан – Агри – Гурбулак
- Иран

Дужина овог ауто-пута (до границе са Ираном) износи 6.102 km.

## Е80 у Србији
Европски пут Е80 кроз Србију пролази следећом рутом, на којој се поклапа са магистралним путевима:
- М2: (Црна Гора) - Шпиљани (Општина Тутин) - Косовска Митровица - Приштина
- 35: Приштина - Подујево - Прокупље - Ниш
- A4: Ниш - Пирот - Градина (Општина Димитровград) - (Бугарска)

Последња деоница спада у Паневропски коридор 10, тачније његов Крак Ц, и ту се планира изградња ауто-пута A4. Планира се деоница Ниш - Приштина.

## Ауто-пут Е80 у Србији
Саграђена је цела планирана траса (Ниш—Димитровград) укупне дужине 98 km. Последња деоница (која обилази Сићевачку клисуру) отворена је 9. новембра 2019. Потписан је уговор за деоницу Ниш—Плочник (део пута Ниш—Приштина), а изградња је почела почетком  2022. године.

## Призори дуж пута
- кула Белем у Лисабону, главном граду Португалије - западној тачки пута Е-80
- Универзитет у Саламанки, у Шпанији
- залив Сан Себастијана, у Шпанији
- панорама Тулуза, у Француској
- плажа у Ници, у Француској
- куле у Ђенови, у Италији
- остаци амфитеатра у Риму, у Италији
- кровови Дубровника, у Хрватској
- Аја Софија у Истанбулу, у Турској